# مرس ألبي
مرس ألبي أو سرفيل ألبي (الاسم العلمي:Myrrhis alpina) هو نوع غير مؤكد من النباتات يتبع جنس المرس من الفصيلة الخيمية.